# فريدريش أدولف لامبه
فريدريش أدولف لامبه Friedrich Adolf Lampe (ولد في ديتمولد في فبراير 1683- مات في بريمن في ديسمبر 1729) هو عالم لاهوت بروتستانتي، ومؤلف أشعار كنسية ألماني. وقد عمل قسيسا في فيتسه ودويسبورج وبريمن.

## حياته
ولد لامبه ابنا لقسيس، وتلقى تعليمه في بريمن على يد كورنيليوس دي هازه. وابتداء من 1702 بدأ يدرس في فرانيكر Franeker. وبعد أن أنهى دراسته أصبح قسيسا من عام 1702 إلى عام 1706 في فيتسه Weeze, ومن عام 1706 حتى 1709 في دويسبورج, حيث انضم هناك إلى أتباع لاباديس.
وفي عام 1720 أصبح بروفيسورا في جامعة أوتريشت, حتى استدعي في عام 1727 إلى بريمن للعمل كواعظ بعد عدة خلافات لاهوتية بينه وبين آخرين هناك. وبعد ذلك بفترة قصيرة عمل هناك بروفيسورا في الأكاديمية.
وفي مجال علم اللاهوت فقد كان لامبه متأثرا بيوهانس كوكسييوس, الذي كان يدعو إلى إصلاح وتجديد علم اللاهوت.